# Juin 1839

## Événements
- France :
  - Gustave de Beaumont publie L'Irlande sociale, politique et religieuse chez Charles Gosselin.
  - Incendie du théâtre du Vaudeville rue de Chartres (rue disparue entre la place du Carrousel et le Palais-Royal), selon Hugo. Selon Hillairet, nuit du 16-17 juillet 1838.
- Chine : Le décret condamnant à mort les trafiquants d’opium s’étend aux étrangers. Le commerce avec les Britanniques est suspendu. Les ventes d’opium régressent. La communauté britannique de Canton se replie sur Hong Kong et Macao. Les hostilités se déclenchent à la fin de l’année (première guerre sino-britannique de l'opium, 1838-1842).

- 7 juin : à Hawaii, la dynastie Kamehameha, sous la pression des missionnaires américains, promulgue une Constitution écrite.

- 13 juin : Milos Obrenovic, souverain héréditaire de Serbie depuis le traité d’Andrinople (1829), cède le pouvoir à son fils Milan. Son tempérament despotique a heurté les chefs locaux qui, appuyés par la Russie et les Ottomans, obtiennent son abdication.

- 24 juin : Bataille de Nézib : les Ottomans sont battus à Nizip, près d’Alep. Ahmed Pacha, amiral de la flotte turque, passe à l’ennemi avec ses bâtiments. La France, le Royaume-Uni et la Russie imposent leur médiation.

- 27 juin :
  - Mort du chef Sikh Ranjit Singh. Le Pendjab tombe dans le chaos.
  - France : début du procès des insurgés de mai. Armand Barbès est arrêté. Louis Auguste Blanqui, en fuite.

- 29 juin, France : l'avocat républicain Étienne Cabet publie une Histoire populaire de la Révolution française, de 1789 à 1830.

## Naissances
- 16 juin : Julius Petersen (mort en 1910), mathématicien danois.
- 20 juin : Léon Bonnat, peintre et collectionneur français († 8 septembre 1922).
- 27 juin : George Mary Searle (mort en 1918), astronome américain.

## Décès
- 3 juin : Marie-Nicolas Ponce-Camus, peintre français (° 15 décembre 1778).
- 9 juin : Joseph Paelinck, peintre belge (° 20 mars 1781).
- 27 juin : Allan Cunningham (né en 1791), botaniste et explorateur anglais.
- 27 juin : Ranjît Singh, est un chef Empire Sikh (° 13 Novembre 1780)